# Ольшевская, Изабелла
Изабелла Ольшевская (пол. Izabella Olszewska; 3 января 1930, Wola Rzędzińska, Малопольское воеводство — 3 июня 2024) — польская актриса театра и кино, педагог. Её самая известная роль в кино была в фильме Анджея Вайды «Свадьба» (1972), где она сыграла домохозяйку. Также значительной была роль Янины Хоминьской в сериале «Годы, дни…» (1980).

## Биография
Окончила Государственную высшую актёрскую школу в Кракове (диплом получила в 1954 году). Дебютировала на театральной сцене 24 февраля 1955 года в Береговом театре в Гданьске. В 1955–1957 годах она была актрисой Народного театра в Кракове, а в 1957–1990 годах – Старого театра в Кракове. Изабелла преподавала в Государственном высшем театральном училище Людвика Сольского в Кракове, а в 1975—1978 годах она занимала должность проректора училища.
В 1990 году вышла на пенсию. Принимала участие во многих спектаклях Телевизионного театра.
Её мужем был Тадеуш Юрас, от которого у неё родилась дочь Марта. Она жила в Ценцине недалеко от Живца.
Умерла 3 июня 2024 года в возрасте 94 лет.